# VMFA-314
314ème Escadron de chasseur d'attaque (USMC)
Le Marine Fighter Attack Squadron 314 (ou VMFA-314) est un escadron de chasseur d'attaque F-35 Lightning II. L'escadron, connu sous le nom de "Black Knights", est basé à la Marine Corps Air Station Miramar en Californie. L'escadron est sous le commandement du Marine Aircraft Group 11 (MAG-11) et du 3rd Marine Aircraft Wing (3rd MAW). Il est déployé avec le Carrier Air Wing Nine de l'US Navy.

## Historique

### Origine

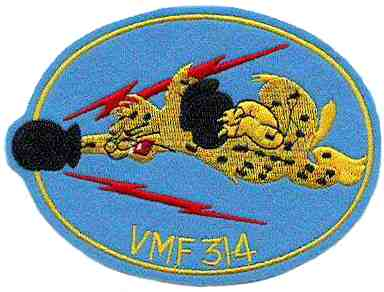
Insigne du VMF-314

Le Marine Fighting Squadron 314 (VMF-314) a été mis en service le 1er octobre 1943 à la Marine Corps Air Station Cherry Point, en Caroline du Nord et a reçu à l'origine le surnom de "Bob's Cats". L'escadron a été affecté au Marine Aircraft Group 32 (MAG-32) aux commandes du F4U Corsair et a commencé immédiatement à s'entraîner pour le combat dans le Pacifique Sud. En février 1944, l'escadron, avec le VMF-324, était parmi les premières unités du Marine Corps Auxiliary Air Field Kinston (en). Quittant le MCAAF Kinston pour la guerre du Pacifique pour la Marine Corps Air Station Ewa (en) le 18 juin 1944, l'escadron a été réaffecté au Marine Aircraft Group 23 (MAG-23), 3rd Marine Aircraft Wing (3rd MAW). De là, il s'est déployé sur l'atoll de Midway.

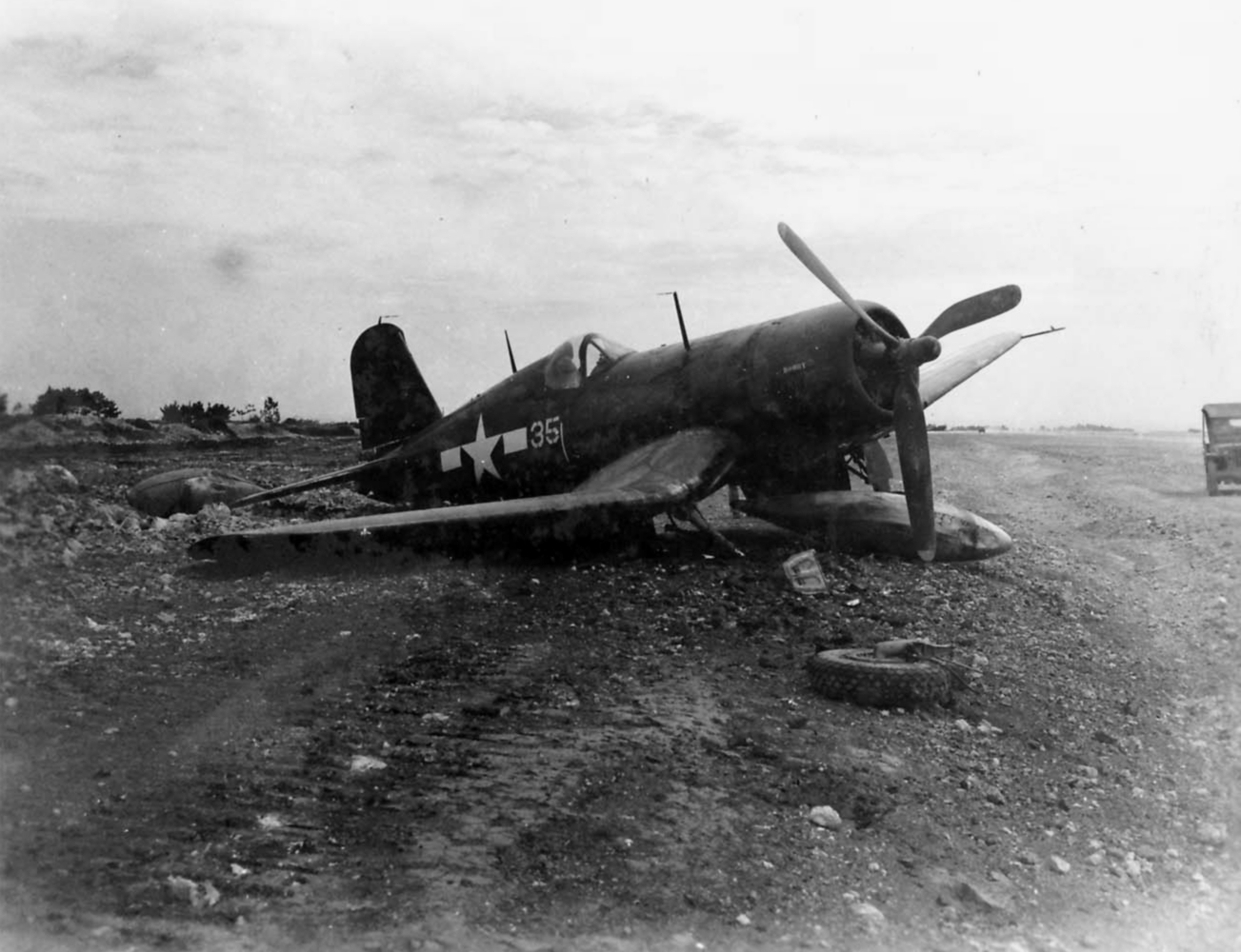
F4U Corsair du VMF-314 en 1945

Le VMF-314 est retourné au MCAS Ewa en décembre 1944 et y est resté jusqu'en avril 1945, date à laquelle il a déménagé à Ie-jima en mai 1945 pour participer à la bataille d'Okinawa dans le cadre du Marine Aircraft Group 22 (MAG-22). Au cours de la campagne qui a suivi, les pilotes du VMF-314 ont été crédités de 11 victoires et l'escadron a reçu la Presidential Unit Citation. Après la capitulation du Japon, le VMF-314 s'est déplacé à Kyūshū, au Japon, dans le cadre de la force d'occupation. Le VMF-314 est retourné à la Marine Corps Air Station El Toro en novembre 1945 et en mars 1946, ils sont revenus au MCAS Cherry Point. Pendant une courte période, il a été réaffecté au Marine Aircraft Group 22 (MAG-22), 9th Marine Aircraft Wing, mais ont été mis hors service le 30 avril 1947.

### Réactivation

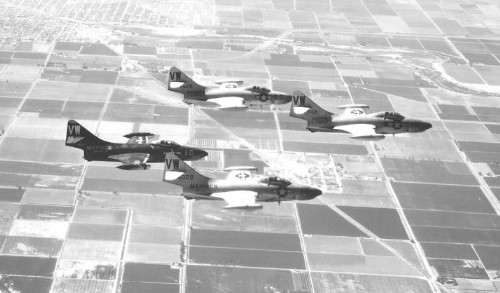
Quatre F9F de VMF(AW)-314 en formation

Le VMF-314 a été remis en service en 1952 au Marine Corps Air Station Miami (en), en Floride et a été affecté au Marine Aircraft Group 31 (MAG-31), 3rd Marine Aircraft Wing pilotant la dernière version du Corsair. Puis l'escadron est passé au nouveau F9F Panther. Il a obtenu la Korean Service Medal pour les opérations menées entre le 11 septembre 1953 et le 27 juillet 1954 durant la guerre de Corée. En 1955, le VMF-314 est revenu du Japon et a été affecté au Marine Aircraft Group 15, 3rd MAW, maintenant stationné à la Marine Corps Air Station El Toro, en Californie.
En 1957, l'escadron reçut le nouveau Douglas F4D Skyray et est redésigné VMF(AW)-314 "Black Knights". En 1961, l'escadron est devenu le premier escadron de marine à passer au nouveau F-4B Phantom II et a été désigné VMFA-314.

### Guerre du Vietnam

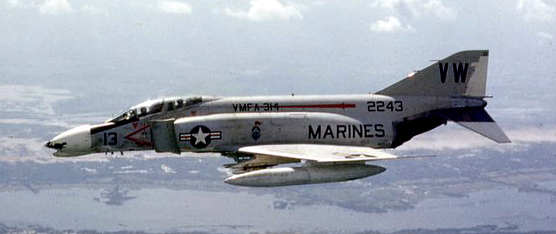
F-4B Phantom II de VMFA-314 revient à Chu Lai en septembre 1968

En 1965, le VMFA-314 partit à bord de l'USS Valley Forge (CV-45) pour des opérations de combat au Sud-Vietnam. De 1965 à 1970, l'escadron a effectué plus de 25.000 heures de combat à partir de Chu Lai Air Base (en) et de la base aérienne de Da Nang, et a utilisé plus de 100 millions de livres de munitions pour soutenir les Marines et d'autres unités terrestres alliées. En 1968, ils ont reçu le prix du Chef des opérations navales de la sécurité aérienne. En 1969, VMFA-314 a reçu le Trophée Hanson en tant que meilleur escadron d'attaque de chasse du Corps des Marines sous le commandement de Frank E. Petersen. Le Trophée d'efficacité du commandant a été décerné à l'escadron en 1969 et à nouveau en 1970. En septembre 1970, le VMFA-314 a mis fin à quarante-neuf mois d'opérations de combat déployées et a reçu la Meritorious Unit Commendation pour ses performances exceptionnelles.

### Après la guerre du Vietnam

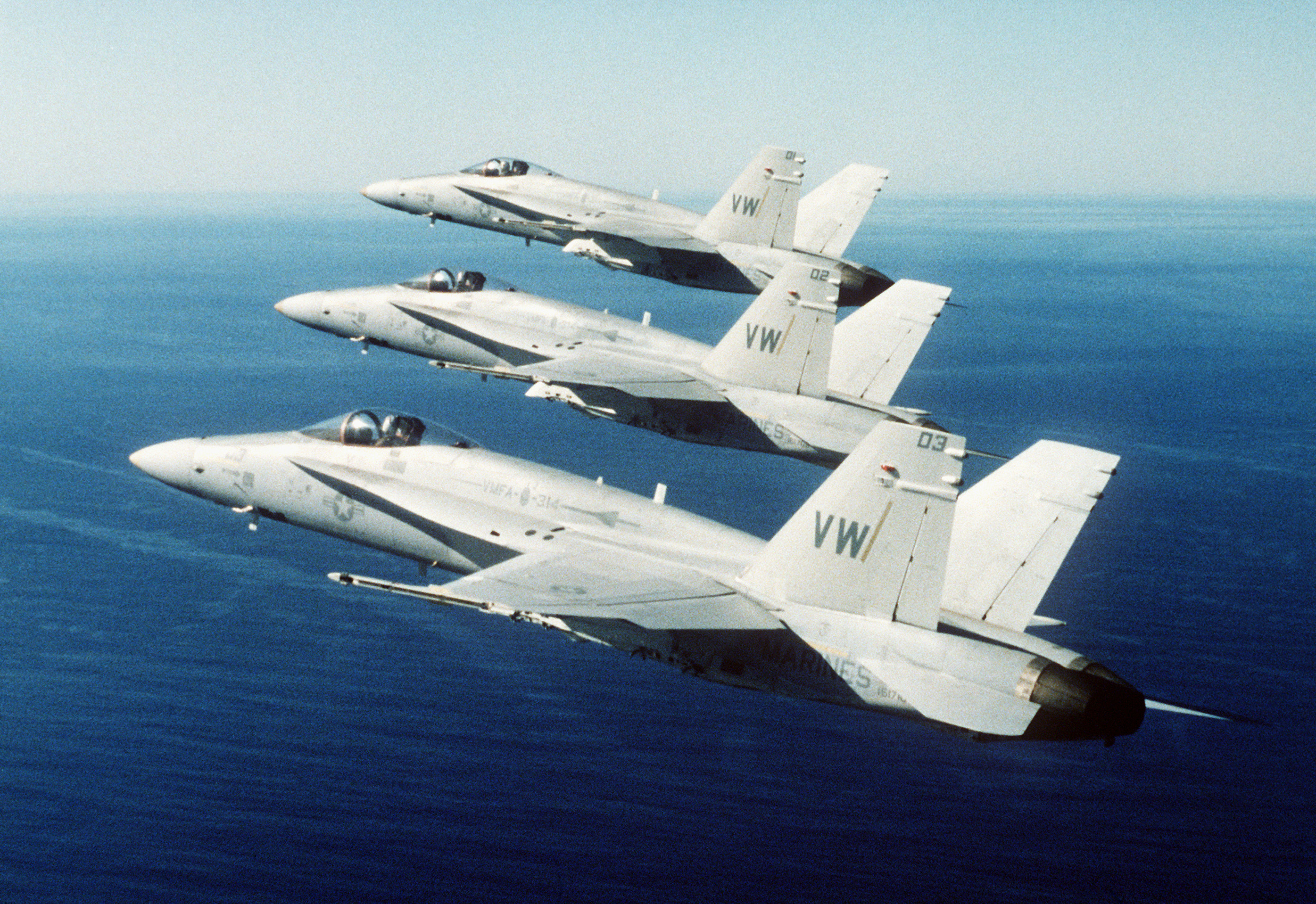
F/A-18A Hornets du VMFA-314 effectuant des vols en formation en 1984

En 1982, l'escadron a fait la transition vers le nouveau F/A-18A Hornet, devenant le premier escadron tactique du Corps des Marines et de la Marine à employer le Hornet.[9]
En 1985, le VMFA-314 a été transféré au Carrier Air Wing Thirteen (CVW-13) et embarqué à bord de l'USS Coral Sea (CV-43) pour servir avec la Sixième flotte des États-Unis en mer Méditerranée. Il a participé à des opérations de liberté de navigation dans les environs de la Libye et ont pris part à des opérations de combat en soutien à l'Opération El Dorado Canyon dans le golfe de Syrte et en Libye.

### Guerre du golfe Persique et années 1990
À l'été 1990, alors qu'il se préparait à retourner dans le Pacifique occidental, l'escadron a été rapidement déployé dans le golfe Persique et a été le premier escadron de Marine F/A-18 à arriver à Bahreïn pour l'Opération Bouclier du désert dans le cadre du MAG-70. Pendant près de six mois, les "Black Knights" ont maintenu des patrouilles aériennes de combat 24 heures sur 24 au-dessus du golfe Persique.
Le 16 janvier 1991, l'Opération Bouclier du désert est devenue l'Opération Tempête du désert. L'escadron a effectué plus de 1.500 heures de vol et 814 sorties de combat, plus de sorties que tout autre escadron de la Marine ou du Corps des Marines.

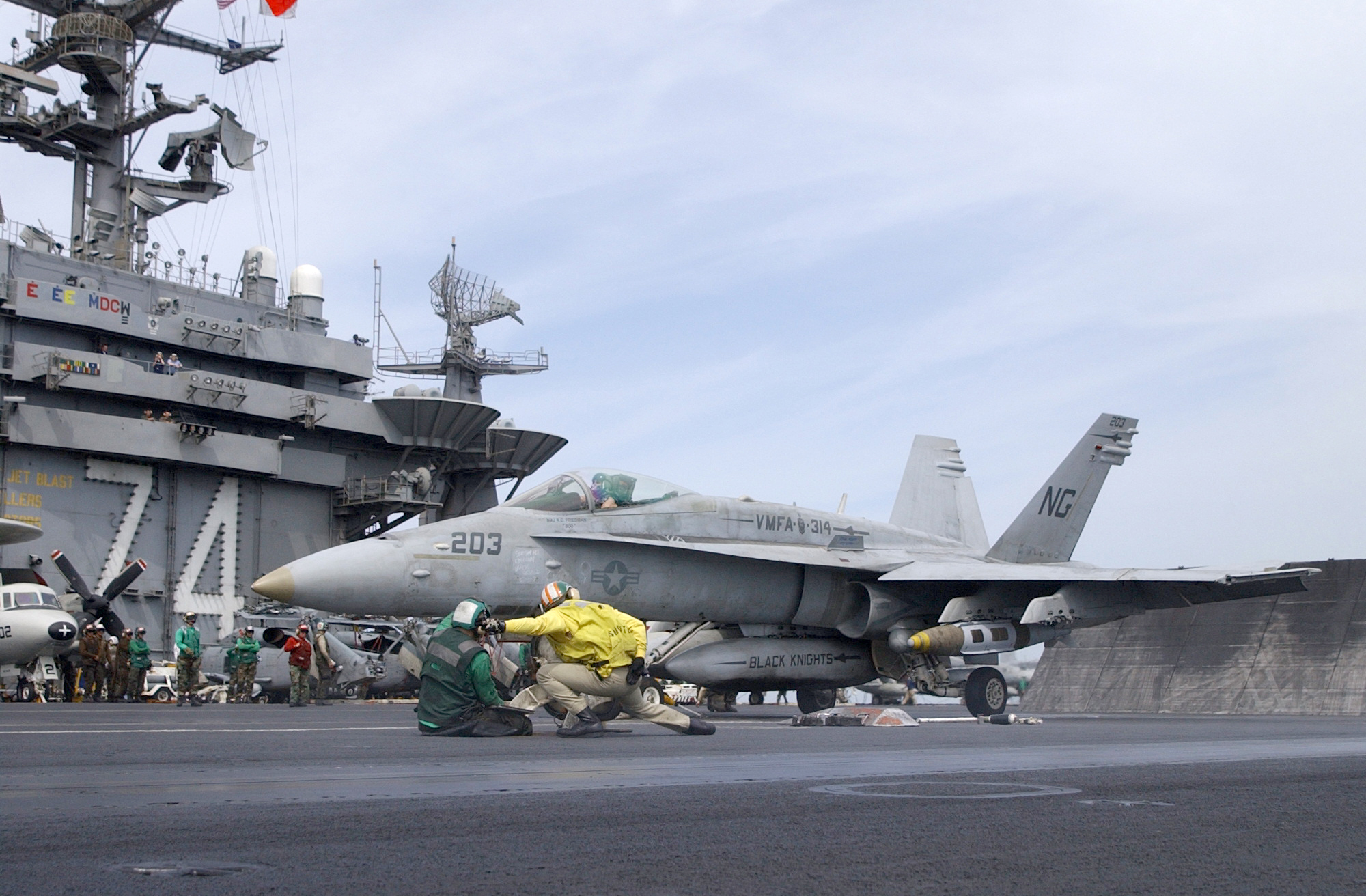
FA-18 Hornet du VMFA-314 sur USS John C Stennis

En août 1992, le VMFA-314 a été transféré au Carrier Air Wing Eleven (CVW-11) et en 1993 déployé dans l'océan Indien et le golfe Persique à bord de l'USS Abraham Lincoln (CVN-72) et a participé à l'Opération Southern Watch, appliquant la "zone d'exclusion aérienne" de l'ONU dans le sud de l'Irak, et à l'Opération Continue Hope, fournissant un appui aérien rapproché à la 13th Marine Expeditionary Unit (en) (13e MEU) et à la 22nd Marine Expeditionary Unit (en) (22e MEU) au large de la Somalie. Rendant de mission en décembre 1993, il a été réaffecté au Marine Aircraft Group 11 (MAG-11).
En juin 1994, le VMFA-314 a été l'un des premiers escadrons du MAG-11 à passer du MCAS El Toro au MCAS Miramar. En février 1996, l'escadron a reçu le nouveau lot 18 F/A-18C Hornet. En 1997, il a été transféré au Carrier Air Wing Nine (CVW-9) et déployé sur une croisière "Around the World" à bord de l'USS Nimitz (VN-68). Au cours du déploiement, l'escadron a de nouveau participé à l'Opération Southern Watch.
En janvier 2000, l'escadron s'est déployé à bord de l'USS John C. Stennis (CVN-74), avec le CVW-9 , pour un déploiement de six mois dans le Pacifique occidental et le golfe Persique à l'appui de l'Opération Southern Watch.

### Guerre mondiale contre le terrorisme
Le VMFA-314 a été déployé à bord de l'USS John C. Stennis à l'appui de l'Opération Noble Eagle. Les attentats du 11 septembre 2001 ont entraîné une accélération de deux mois du déploiement prévu à bord du John C. Stennis le 12 novembre 2001 à l'appui de l'Opération Enduring Freedom. L'escadron a commencé à effectuer des sorties de combat le 18 décembre 2001 et a livré plus de 69.000 livres de munitions à l'appui des forces américaines sur le terrain en Afghanistan.
L'escadron s'est déployé durant la guerre en Irak à l'appui de l'Opération Iraqi Freedom en mars 2009. Ils étaient basés à la base aérienne Al-Asad et sont revenus en septembre 2009.

### Transition F-35

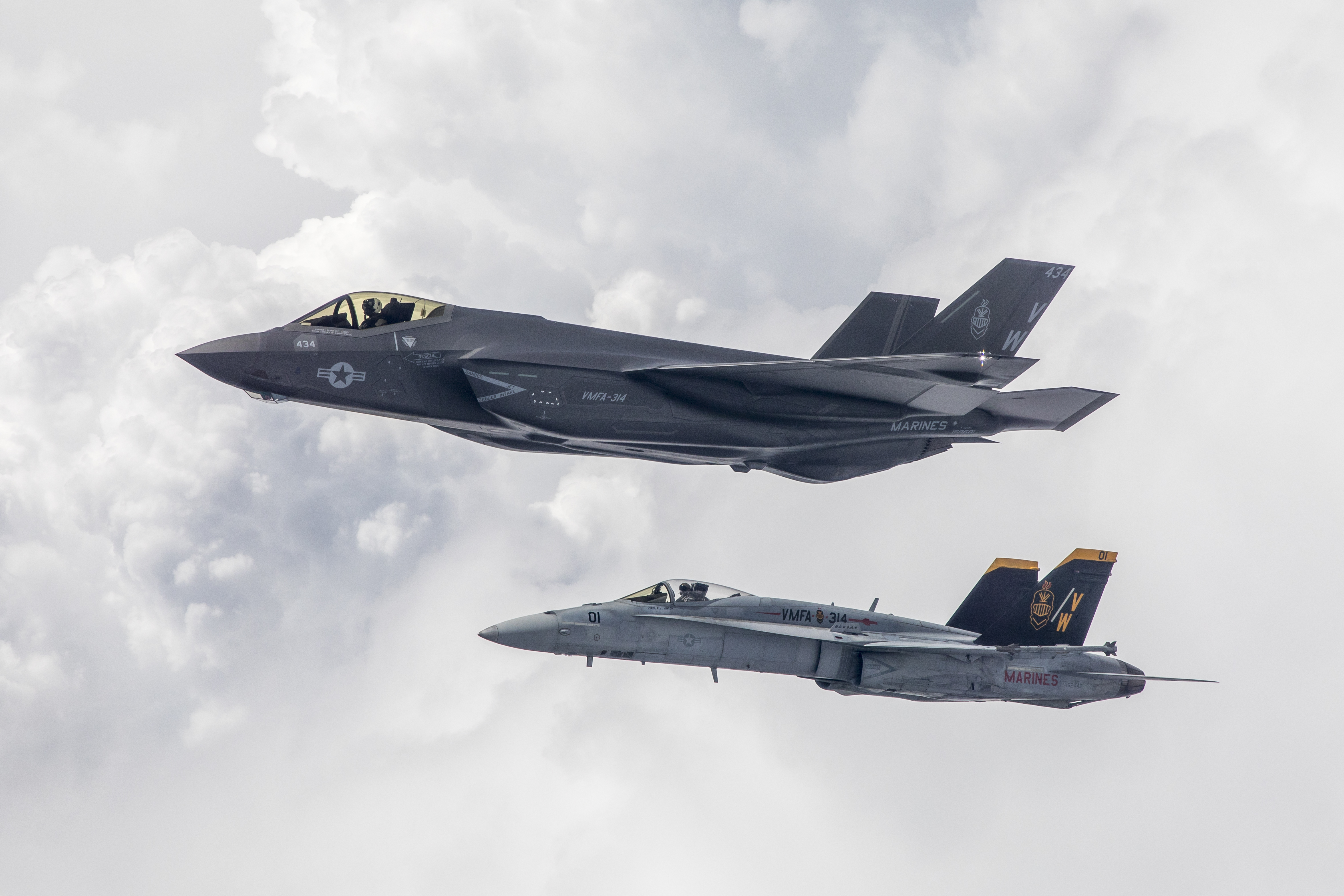
Un F-35C Lightning II et un F/A-18A Hornet de VMFA-314 en vol, en juin 2019

En 2020, le VMFA-314  a commencé la transition vers le F-35C Lightning II. Une fois la transition terminée et l'escadron ayant atteint la pleine capacité opérationnelle dans le F-35C, le VMFA-314 s'intégrera et se déploiera à bord des porte-avions de classe Nimitz et Gerald R. Ford.
Le 3 janvier 2022, le VMFA-314 a quitté la base navale de San Diego à bord de l'USS Abraham Lincoln (CVN-72) dans le cadre du Carrier Air Wing Nine, étant le premier escadron de F-35C Lightning II du Marine Corps à se déployer sur un porte-avions. Dans la nuit du 10 au 11 novembre 2024, un F-35C du VMFA-314 a réalisé la première mission de guerre de ce type d'appareil au Yemen en attaquant une installation des rebelles houtis.